# En parade (film)
Pour l’article homonyme, voir En parade.
Pour plus de détails, voir Fiche technique et Distribution.
En parade ou Chercheuses d'or de 1937 (Gold Diggers of 1937) est un film américain réalisé par Lloyd Bacon et Busby Berkeley et sorti en 1936.
En parade est le cinquième film produit par Warner Bros. de la série des films Gold Digger, après The Gold Diggers de Harry Beaumont (1924)(considéré comme disparu), Gold Diggers of Broadway de Roy Del Ruth (1929), Chercheuses d'or de 1933 de Mervyn LeRoy, remake du film précédent, et Chercheuses d'or de 1935 de Busby Berkeley. Il a été suivi par Les Chercheurs d'or à Paris de Ray Enright en 1938.

## Fiche technique
- Titre original : Gold Diggers of 1937
- Titre français : En parade[1]
- Réalisation : Lloyd Bacon, Busby Berkeley
- Scénario : Warren Duff, d'après la pièce de théâtre Sweet Mystery of Life de Richard Maibaum, Michael Wallace et George Haight
- Direction artistique : Max Parker
- Costumes : Orry-Kelly
- Photographie : Arthur Edeson
- Montage : Thomas Richards
- Musique : Heinz Roemheld
- Production : Earl Baldwin, Hal B. Wallis et Jack L. Warner
- Société de production : Warner Bros.
- Société de distribution : Warner Bros.
- Pays de production :  États-Unis
- Langue originale : anglais
- Format : noir et blanc — 35 mm — 1.37:1 — son monophonique
- Genre : Film musical et comédie romantique
- Durée : 101 minutes
- Dates de sortie :
  - États-Unis : 26 décembre 1936
  - France : 9 avril 1937

## Distribution

### Acteurs principaux
- Dick Powell : Rosmer Peek
- Joan Blondell : Norma Perry
- Glenda Farrell : Genevieve Larkin
- Victor Moore : J.J. Hobart
- Lee Dixon : Boop Oglethorpe
- Osgood Perkins : Morty Wethered
- Charles D. Brown : Hugo
- Rosalind Marquis : Sally
- Irene Ware : Irene
- William B. Davidson : Andy Callahan
- Olin Howland : Dr MacDuffy
- Charles Halton : Dr Bell
- Paul Irving : Dr Warshof
- Harry C. Bradley : Dr Henry
- Joseph Crehan : le président à la convention sur l'assurance
- Susan Fleming : Lucille Bailey

### Acteurs secondaires
- Iris Adrian : Verna (non crédité)
- Sheila Bromley : danseuse de revue (non crédité)
- Frank Faylen : l'homme qui se rase dans le train (non crédité)
- Eddie Fetherston : vendeur dans le train (non crédité)
- Harry Harvey : vendeur dans le train (non crédité)
- Carole Landis : danseuse de revue (non crédité)
- Edmund Mortimer : l'homme dans le bureau d'Hobart (non crédité)
- Tom Ricketts : Reginald, le vieil homme (non crédité)
- Myrtle Stedman : la nurse (non crédité)
- Fred 'Snowflake' Toones : Snowflake, le cireur (non crédité)
- Tom Wilson : l'homme des bagages (non crédité)
- Jane Wyman : danseuse de revue (non crédité)

## Nomination
- nommé à l'oscar de la meilleure chorégraphie pour Busby Berkeley pour Love and War lors des Oscars du cinéma de 1937[2]

## Inclus en bonus
- Non, ce n'est pas la pluie (Speaking of the Weather), court-métrage d'animation des Looney Tunes.